# NordStar

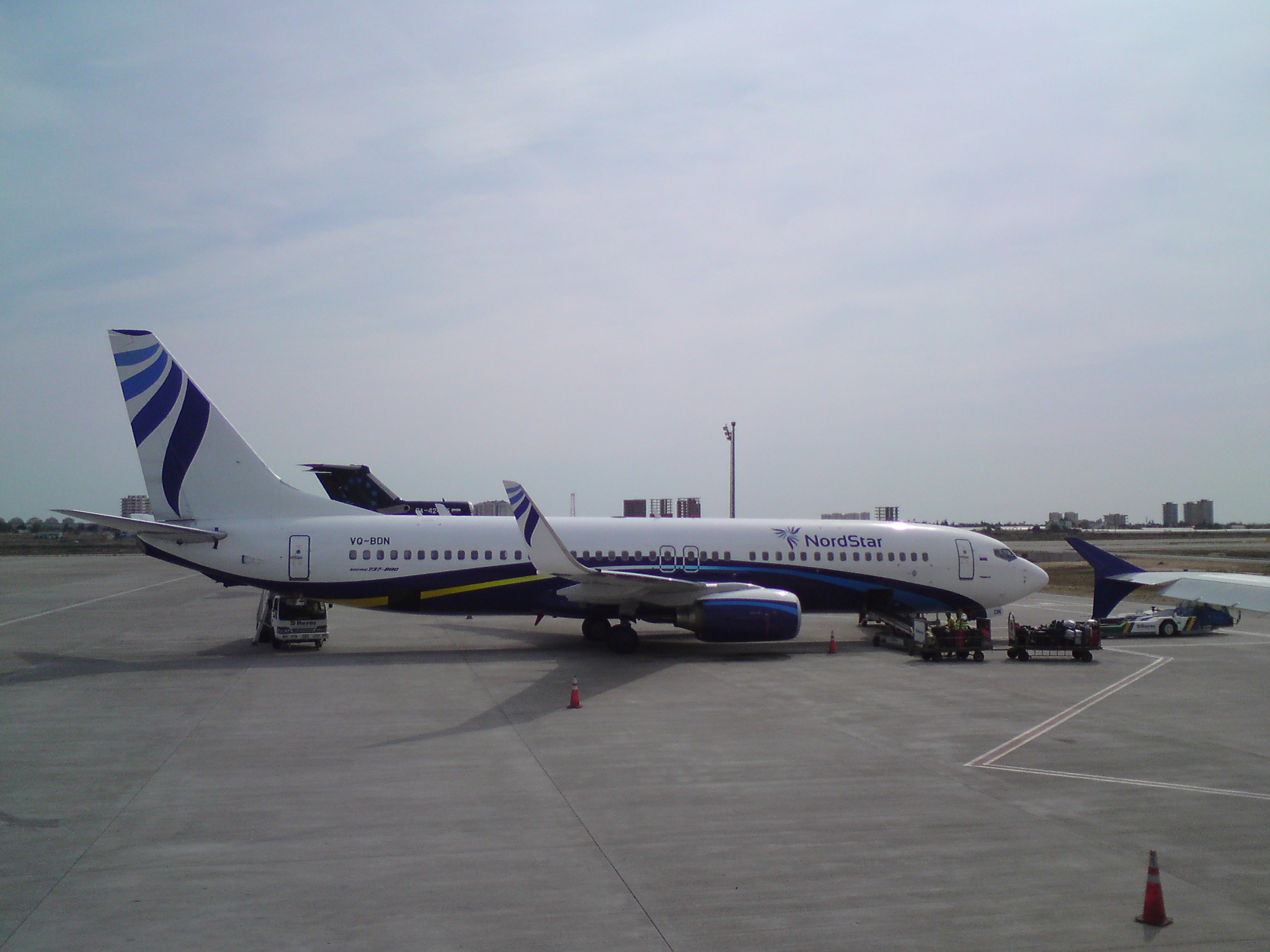
Boeing 737-800 der NordStar auf dem Flughafen Antalya

NordStar ist eine russische Fluggesellschaft mit Sitz in Norilsk und Basis auf dem Flughafen Norilsk. Sie ist wie auch Nordavia eine Tochtergesellschaft von MMC Norilsk Nickel.

## Geschichte
Die von mehreren lokalen Investoren gegründete Fluggesellschaft nahm ihren Flugbetrieb am 16. Juni 2009 mit 3 von Sterling Airlines und TUIfly übernommenen Flugzeugen des Typs Boeing 737-800 auf. Im Jahr 2010 wurden neben der Übernahme von zwei weiteren Boeing 737-800, ebenfalls aus den Beständen der TUIfly, auch ein Abkommen mit der ebenfalls russischen KrasAvia gezeichnet, wobei die Gründung einer gemeinsamen Fluggesellschaft vorgesehen ist, die ab 2011 den Flugbetrieb ab Krasnojarsk aufnehmen soll.
Im April 2022 wurde die Gesellschaft auf die als „Schwarze Liste“ bezeichnete EU-Flugsicherheitsliste gesetzt und ihr damit der Betrieb in der EU untersagt. Grund dafür ist, dass die russische Föderale Agentur für Lufttransport russischen Gesellschaften erlaubt, ausländische Luftfahrzeuge ohne gültiges Lufttüchtigkeitszeugnis zu betreiben.

## Flotte

### Aktuelle Flotte
Mit Stand Juli 2022 besteht die Flotte der NordStar aus 13 Flugzeugen mit einem Durchschnittsalter von 17,4 Jahren:
| Flugzeugtyp    | Anzahl | bestellt | Anmerkungen | Sitzplätze |
| -------------- | ------ | -------- | ----------- | ---------- |
| Boeing 737-300 | 1      |          |             |            |
| Boeing 737-800 | 8      |          |             |            |
| Gesamt         | 9      | -        |             |            |

### Ehemalige Flugzeugtypen
- ATR 42-500